# Pirganj Upazila
Pirganj Upazila är ett underdistrikt i Bangladesh. Det ligger i den nordvästra delen av landet, 300 km nordväst om huvudstaden Dhaka.

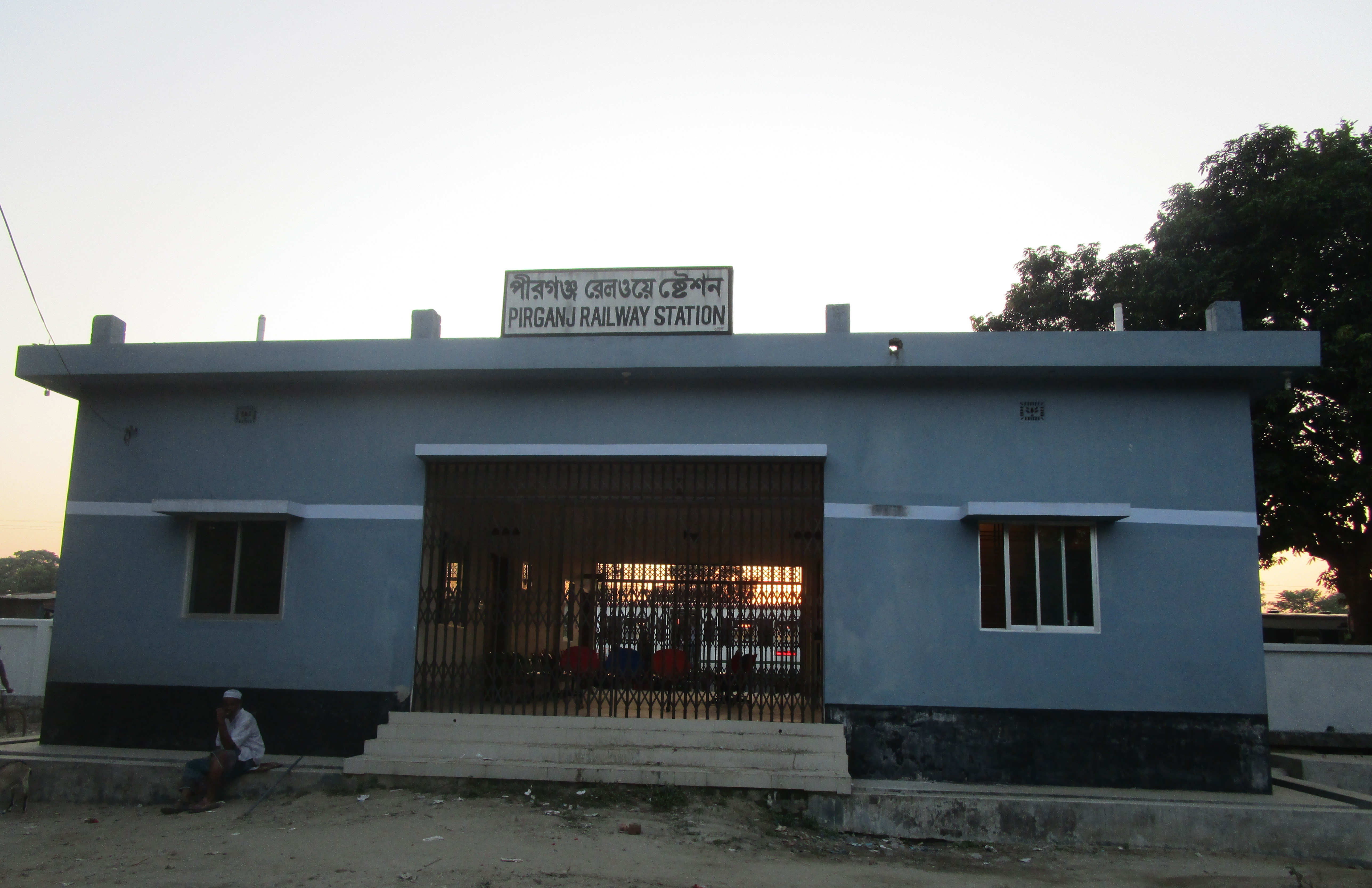
Office of the Pirgonj Railway Station

Trakten runt Pirganj Upazila består till största delen av jordbruksmark. Runt Pirganj Upazila är det tätbefolkat, med 790 invånare per kvadratkilometer.